# ダラス・シティ (イリノイ州)
ダラス・シティ（Dallas City）は、アメリカ合衆国のイリノイ州ハンコック郡およびヘンダーソン郡にある町である。イリノイ州の西に位置する。2000年の調査で人口は1055人。